# Karl Bleyle
Karl Bleyle (* 7. Mai 1880 in Feldkirch, Vorarlberg; † 5. Juni 1969 in Stuttgart) war ein österreichischer Musiker und Komponist, der auch in Deutschland lebte und wirkte.

## Leben
Im Elternhaus des jungen Karl – sein Vater war der Textilfabrikant Wilhelm Bleyle – wurde fleißig musiziert und schon früh in ihm die Freude an der Musik geweckt. Seinen ersten Musikunterricht auf der Violine erhielt er vom Feldkircher Musikdirektor Karl Linke, der aus dem ungarischen Barthfeld stammte und 1888 als Lehrer an die neuerrichtete Musikschule in Feldkirch berufen worden war. Karl übersiedelte im Alter von neun Jahren mit seinen Eltern nach Stuttgart. Am dortigen Konservatorium erhielt er 1894–1897 seinen ersten Unterricht in Musiktheorie und Kontrapunkt bei Hugo Wehrle und Samuel de Lange und 1897–1899 bei Edmund Singer. Nach dem Militärdienst führten ihn 1904–1907 seine Musikstudien zu Ludwig Thuille nach München, wo er bis 1919 als Komponist lebte.

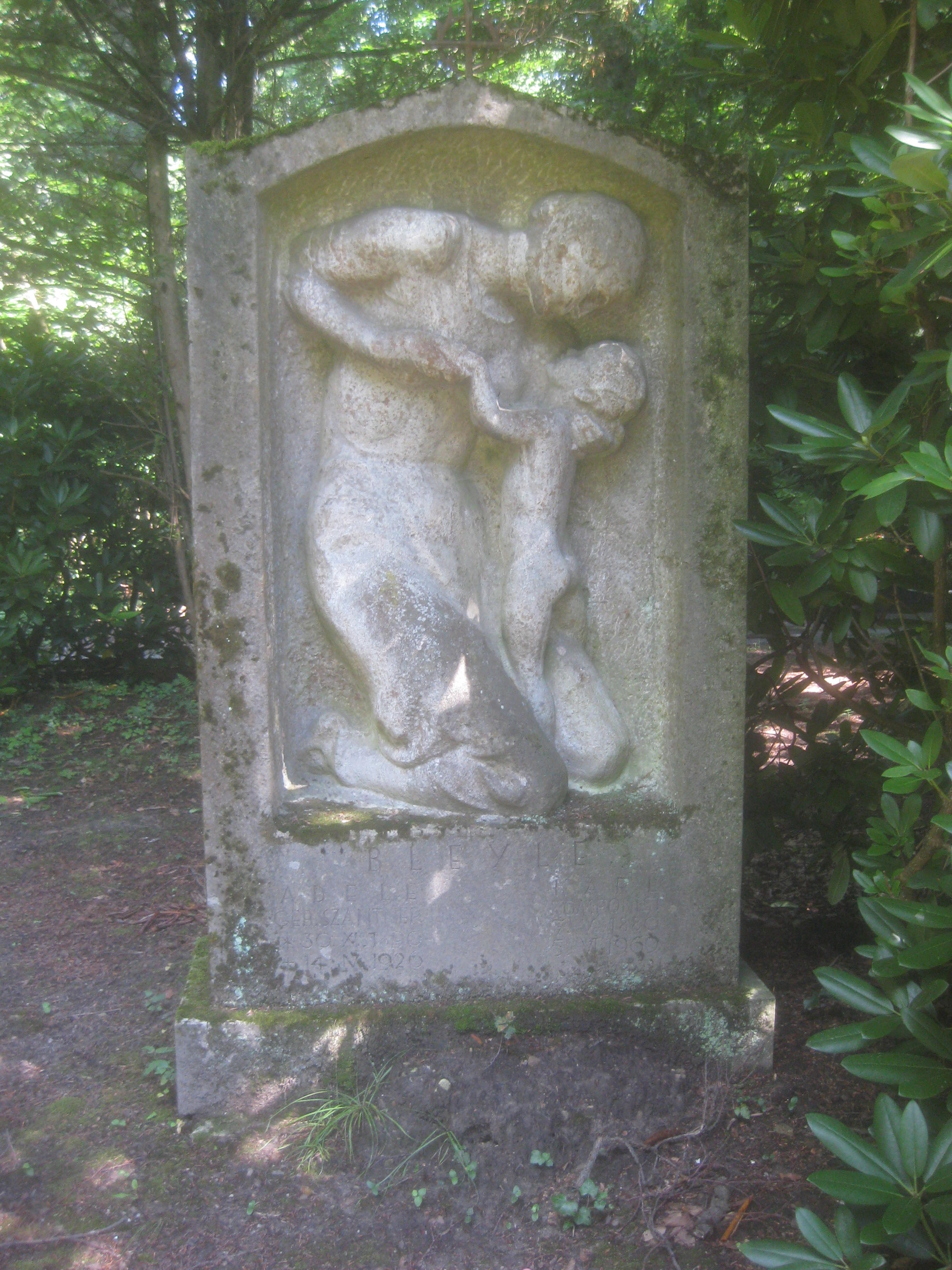
Grab von Karl Bleyle auf dem Stuttgarter Waldfriedhof, 2014

Schon in seinem ersten Studienjahr in München komponierte Bleyle seine 1. Sinfonie c-Moll, die am 7. Dezember 1905 in Stuttgart von der Hofkapelle uraufgeführt und von der Presse sehr gelobt wurde. Am 25. Februar 1910 spielte der Münchener Konzertmeister Bruno Ahner dessen Violinkonzert C-Dur op. 10 im Konzert der Musikalischen Akademie. Nach fruchtbaren kompositorischen Jahren in Cannstatt (1919–1923) und Stuttgart übersiedelte er nach Graz (Österreich), wo seine erste Oper Der Teufelssteg, ein Requiem und die Trilogie der Leidenschaft entstanden. Eine weitere Station in seinem Leben war das Nationaltheater Weimar, dessen musikalische Leitung er zwei Jahre lang innehatte. Nach einem kurzen Aufenthalt in Veldes zog er wieder zurück nach Stuttgart, wo er bis zu seinem Tod wirkte.
Seine österreichische Staatsbürgerschaft legte er aus Verbundenheit zu seiner Geburtsstadt Feldkirch nie ab.

## Werke (Auswahl)
- Sinfonie Nr. 1 in c-Moll (1904/05)
- Sinfonie Nr. 2 in F-Dur, op. 6 (1906)
- Flagellantenzug, op. 9 – Sinfonische Dichtung (1907)
- Konzert für Violine und Orchester in C-Dur, op. 10 (1908)
- Gnomentanz (1909)
- Höllenfahrt Christi (1910)
- Chorus mysticus (1910)
- Ein Harfenklang (1910)
- Prometheus (1912)
- Trilogie der Leidschaft
- Requiem
- Der Teufelssteg – Oper
- Der Hochzeiter – Oper
- Ouvertüre zu Goethes Reineke Fuchs, op. 23 (1914)
- Sonate für Violine und Klavier, G-Dur, op. 38 (1923)
- Konzert für Violoncello und Orchester in d-Moll, op. 49 (1934)
- Minnelieder nach Heinrich von Morungen, op. 44 (1936)
- Schneewittchen-Suite, op. 50
- Bacchanten-Ouverture, op 52 (1937)
- Sonate für Violine und Klavier in e-Moll, op. 56 (1943)